# Tethocyathus recurvatus
Espèce
Statut CITES
Tethocyathus recurvatus est une espèce de coraux appartenant à la famille des Caryophylliidae.